# Кратин
Кратин (Грчки: Κρατῖνος; око 519. пре нове ере – око 422. пре нове ере) био је атински песник старе комедије.

## Живот
Кратин је победио осам  пута на Дионизијама, прво вероватно средином до касних 450-их година пре нове ере и три пута у Ленаји, најпре вероватно почетком 430-их. Још увек се такмичио 423. пре Христа, када је његова Питине освојила награду у Градској Дионизији; умро је убрзо након тога, у веома поодмаклој доби, око 97 година (тест. 3).
Мало се зна о његовом животу. Његов отац се звао Калимед, а сам је био таксиарх. 
Суда наводи неколико оптужби против Кратина. Прво, оптужује Кратина за претерани кукавичлук. Друга оптужба тиче се његовог морала. Трећа оптужба је за уобичајену неумереност. Мало вероватно је да су све ове оптужбе тачне и за њих нема доказа. Штавише, други писци, укључујући Аристофана, ћутали су о овим оптужбама, осим треће оптужбе, коју подржавају многи одломци Аристофана и других писаца. 
Постоји хипотеза да је био у сродству са песником Кратинусом Млађим из 4. века али се хипотеза не може доказати.
Кратин је сматран за једног од три велика мајстора атинске старе комедије (други су били Аристофан и Еуполис). Одликовали су се углавном директном и снажном политичком сатиром. Сачувано је 514 фрагмената (укључујући десет дубија) његових комедија, заједно са 29 наслова дела. Његова најпознатија драма је Pytine (Питине).
Његов стил је упоређен са Есхиловим стилом.

## Дела
- Archilochoi (The Archilochuses) (око 448 п. н. е.)
- Boukoloi (The Cow-Herds)
- Bousiris (Busiris)
- Deliades (Women From Delos)
- Didaskaliai (The Rehearsals)
- Drapetides (Female Runaways)
- Empipramenoi (Men On Fire) или Idaioi (The Idaeans)
- Euneidai (Children of Euneus)
- Thrattai (Women From Thrace)
- Kleoboulinai (The Cleobulines)
- Lakones (The Laconians)
- Malthakoi (The Soft Ones)
- Nemesis (Nemesis)
- Nomoi (The Laws)
- Odysseis (The Odysseuses)
- Panoptai (The All-Seers)
- Ploutoi (The Gods of Wealth)
- Pylaia (The Meeting At Pylae)
- Satyroi (Satyrs), комад је освојио другу награду на фестивалу 424. п. н. е.[3]
- Seriphioi (Men From Seriphus)
- Trophonios (Trophonius)
- Cheimazomenoi (Storm-Tossed Men), комад је освојио другу награду на фестивалу 425. п. н. е.[4]
- Cheirones (The Chirons)
- Horai (The Hours)